# 夸格 (密蘇里州)
夸格（英語：Quaker）是位於美國密蘇里州華盛頓縣的非建制地區。

## 歷史
夸格的郵局於1894年設立，其後於1954年停運。

## 地理
夸格所處的海拔為高於海平面294米（即765英呎），而該地所採用的時區為UTC-6，即北美中部時區（CST）。同時該地設有夏令時間，為UTC-6調快一小時，即UTC-5（CDT）。